# Kelenföldi Erőmű

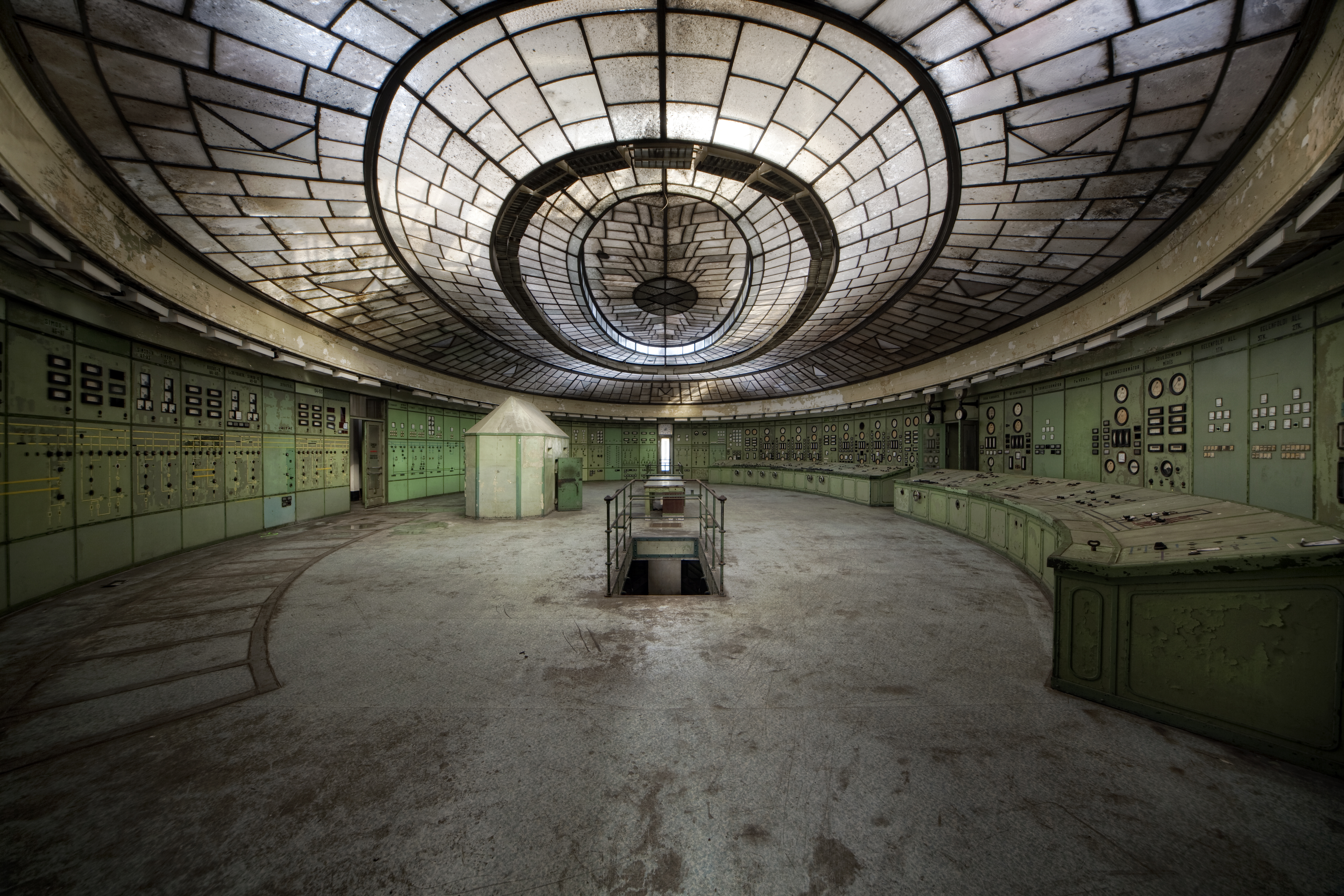
Az erőmű art déco stílusú irányítóterme

A Kelenföldi Erőmű Budapest XI. kerületének Nádorkert városrészében a kor színvonalának megfelelő első termelő technológia az 1910-es években kezdte meg a villamosenergia-termelést. A francia Électricité de France tulajdonában lévő Budapesti Erőmű Zrt-hez tartozik. A Kelenföldi Erőmű – ipari műemlék. Címe: Budapest XI. kerület, Hengermalom út 60.

## Története
Az erőmű épületegyüttese 1913–1933 között épült, Reichl Kálmán, majd annak 1926-os halála után Borbiró Virgil tervei alapján. 1922–1943 között további gőzkazánokat, turbinákat telepítettek. 1953-ban kezdődött el az ipari üzemek forróvíz és gőzellátása, 1958-től pedig az épülő lakótelepek számára a forróvíz szolgáltatás. 1972-ben kezdte meg működését az ország első gázturbinája, majd 1980-ban leállt a széntüzelés. Ebben az időszakban épült a 146 méter magas kémény, amelynek 2018 óta már csupán az acélváza áll. A környező városrészek energiaigényének változásaival összhangban, több lépésben esett át korszerűsítésen és kapacitásbővítésen. Az erőmű jelenleg működő nagy teljesítményű és korszerű, gáz-gőz körfolyamatú blokkjának berendezései 1995-ben, illetve 2006-ban álltak üzembe.
Az erőmű régi kazánjainak 2005-ös leállítását követően lebontották a széntüzelés korszakából maradt kéményeket, illetve az ipari műemléki besorolásból kimaradt egykori melléképületeket, toldásokat.

## Energiatermelés
Az itt előállított termékek: villamosenergia és vele kapcsoltan távfűtési célra értékesített hőenergia. Az elsődleges tüzelőanyag a csővezetéken érkező nagynyomású földgáz és tüzelőolaj. Utóbbi tartalék tüzelőanyagként funkcionál. Belőle 5000 m³-t a helyszínen is tárolnak. Az erőmű által ellátott távhő körzetek: Kelenföld, Őrmező, Gazdagrét, Lágymányosi lakótelep, Józsefváros, Budai Vár. A távhőszolgáltatásban az erőmű a hőtermelésen kívül ún. rendszerszolgáltatásokat is biztosít, úgymint a távfűtési keringtetés, nyomástartás, pótvíz betáplálás.

## Az erőmű berendezései
Az alapberendezésként üzemeltetett kombinált ciklus (gázturbina, hőhasznosító kazán, gőzkazán, ellennyomású gőzturbina) mellett rendelkezésre állnak forróvíz termelést szolgáló kazánok, melyeket igény szerint csúcsberendezésként üzemeltetnek. Az erőmű fő berendezései a téli, fűtési idény időszakában jellemzően nagy terheléssel, optimális kihasználtsággal üzemeltek. A nyári időszakban az aktuális használati melegvíz igény ellátására főként a kis teljesítményű, erre a célra létesített gázturbinákat használják.

## Vasúti kapcsolat
Az Erőmű korábban rendelkezett nagyvasúti iparvágánnyal, amely az úgynevezett Andor utcai vontatóvágányon keresztül Kelenföld vasútállomás felől lehetővé tette a vasúti szállítást. A vasúti kapcsolat kiépítése a széntüzelésű erőmű tüzelőanyag szükséglete miatt volt indokolt. Az erőmű átalakítása után – körülbelül 1977-től – fűtőolajjal használtak, amelyet ugyancsak vasúton szállítottak az erőműbe. 1995-ben gázturbinás blokkot helyeztek üzembe, amelyhez az elsődleges földgáz és a másodlagos fűtőolaj már csővezetéken érkezik. Ezzel megszűnt az igény a tüzelőanyag vasúton történő szállítására. A vágányrendszert 2003-ban bontották el.

## Az erőmű filmekben
Az erőmű számos játékfilmnek adott helyszínt. Az Ideglelés Csernobilban (Chernobyl Diaries, amerikai horror, 2012, rendező: Bradley Parker) című filmben, illetve a 2013-as Drakula című sorozatban (Dracula, angol horrorsorozat, 2013-2014) az erőmű vezénylőterme szerepel. Itt forgatták a Z világháború (World War Z, amerikai akciófilm, 2013, rendező: Marc Forster) egyes jeleneteit is, amelyek azonban a film végső változatából kimaradtak. A Halálos harcmezők (Outside of Wire, amerikai akciófilm, 2021, rendező: Mikael Håfström) című akciófilmben az erőmű katonai bázis. A Válaszcsapás (Strike Back, angol akciófilm-sorozat, 2010-2020) című sorozat egyik részében a brit kommandó főhadiszállásának rendezték be az erőmű vezérlőtermét. A Fleming – Rázva, nem keverve (Fleming, angol tévéfilmsorozat, 2014) sorozatban az erőmű folyosói és lépcsőháza második világháborús kiképző bázisként, illetve tengeralattjáró dokként szerepelnek. A kém (Spy, amerikai akció-vígjáték, 2015, rendező: Paul Feig) című filmben, a Houdini (amerikai-kanadai életrajzi minisorozat, 2014) című minisorozatban, illetve a Végállomás (Terminal, angol-amerikai thriller, 2018, rendező: Vaughn Stein) filmben ismét a vezénylőterem szerepel. A Hatan az alvilágból (Six Underground, amerikai akcióthriller, 2019, rendező: Michael Bay) című akciófilmben az erőmű elhagyatott, ukrán ipari telepként jelenik meg.

## Képek

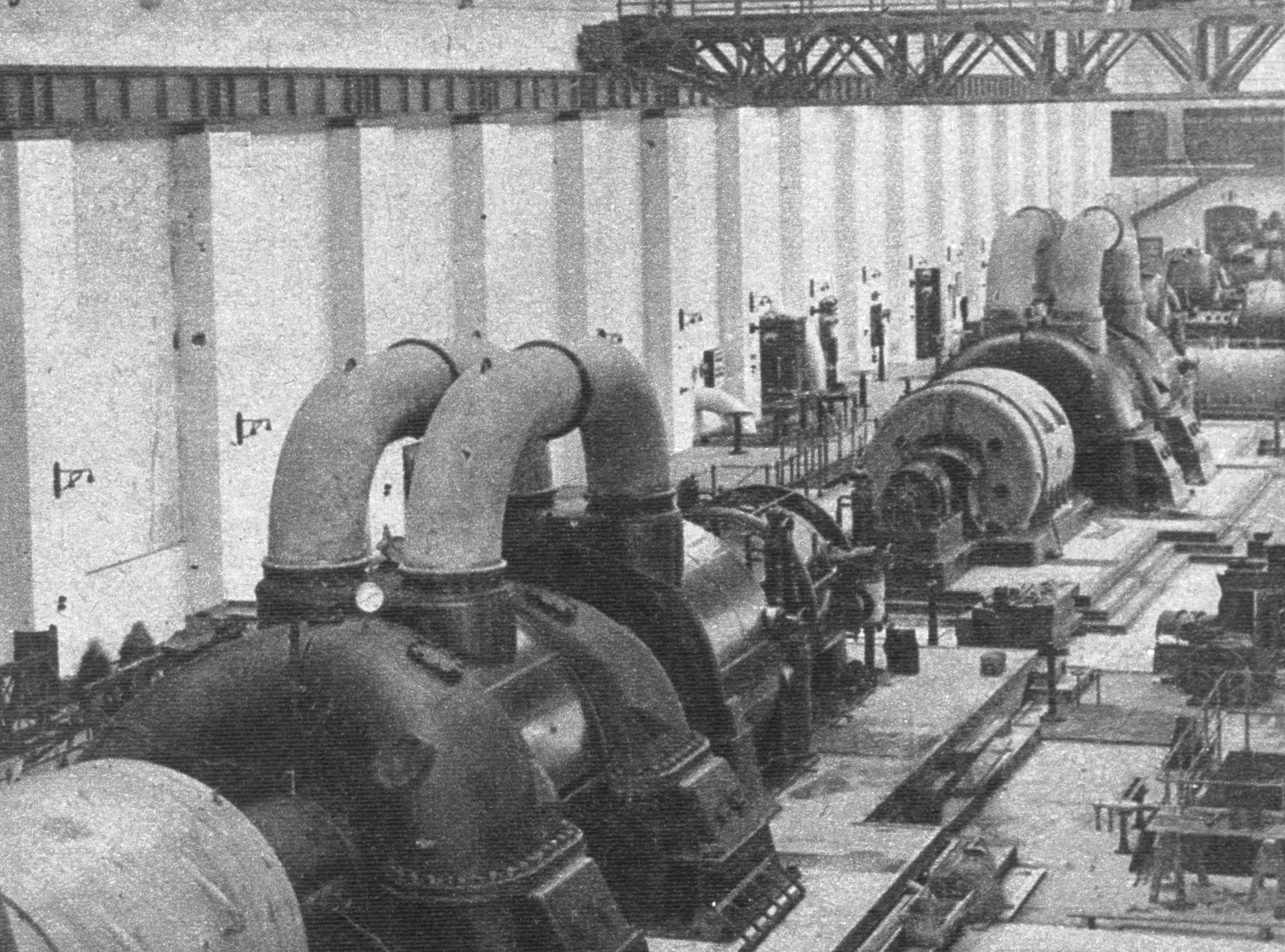
A gépház belseje (1930 előtt)
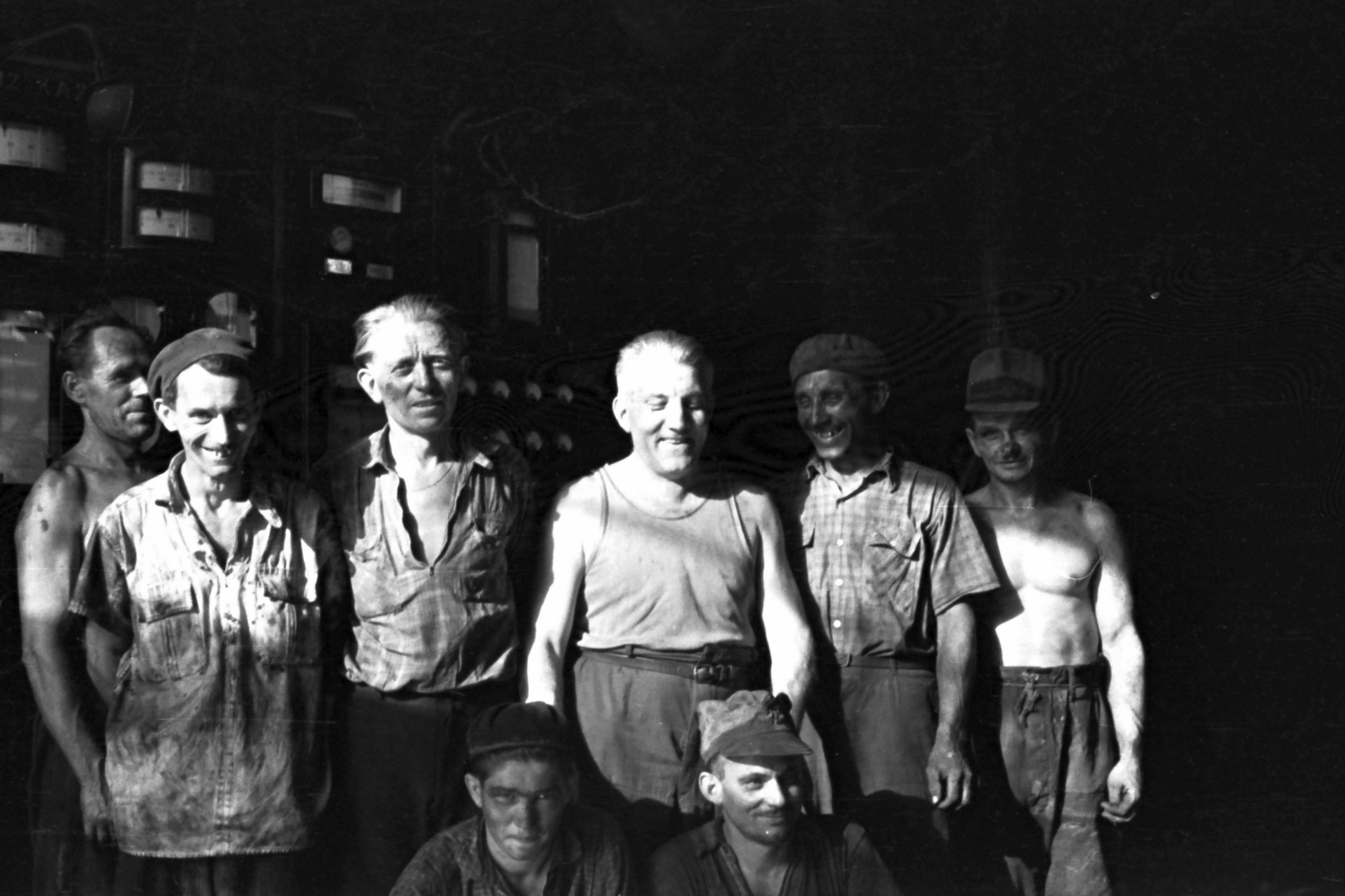
Az erőmű néhány dolgozója (1957)
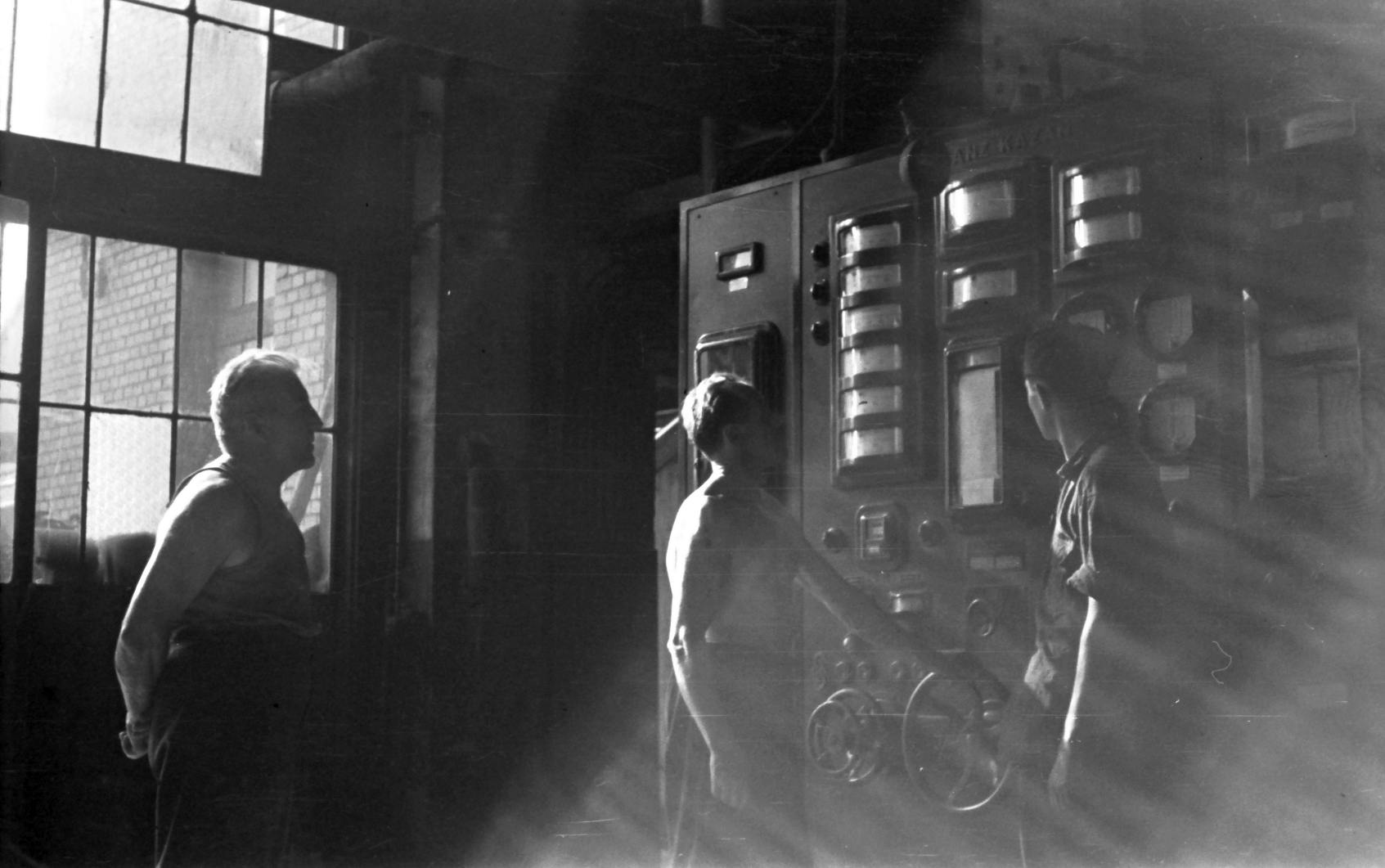
Ellenőrzés
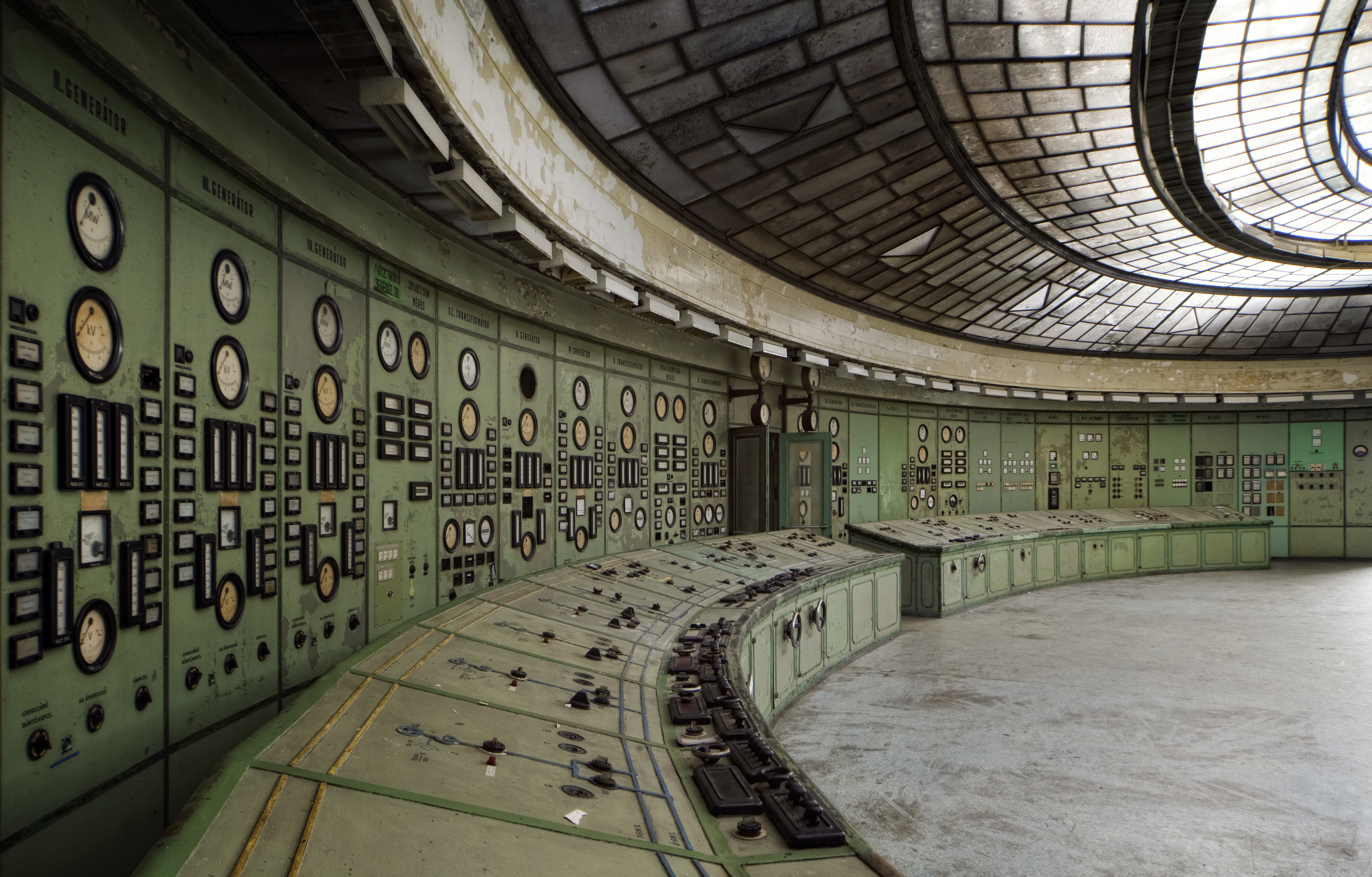
A régi erőmű vezénylőtermének részlete
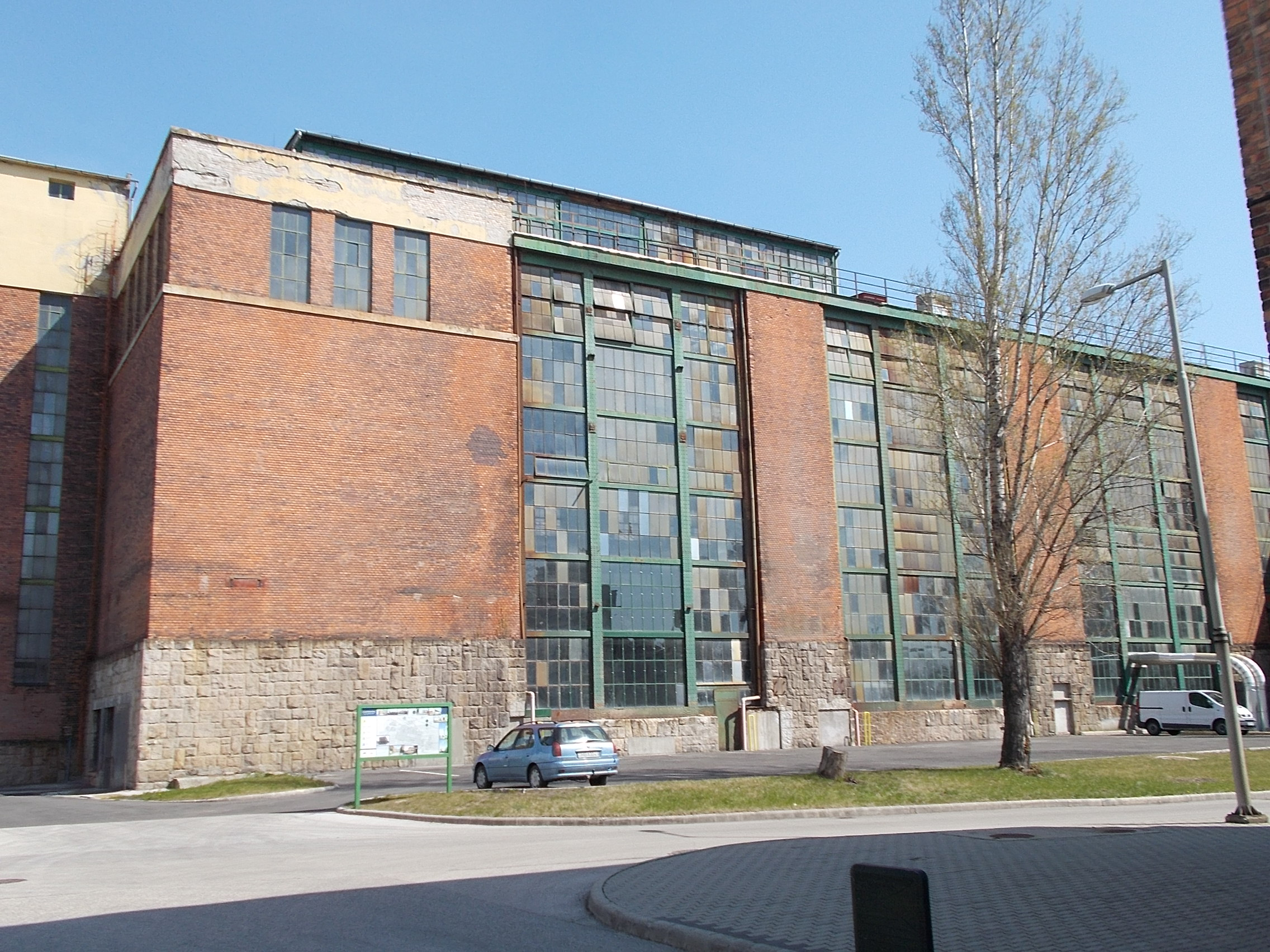
Az erőmű 1913–1933 között emelt épülete
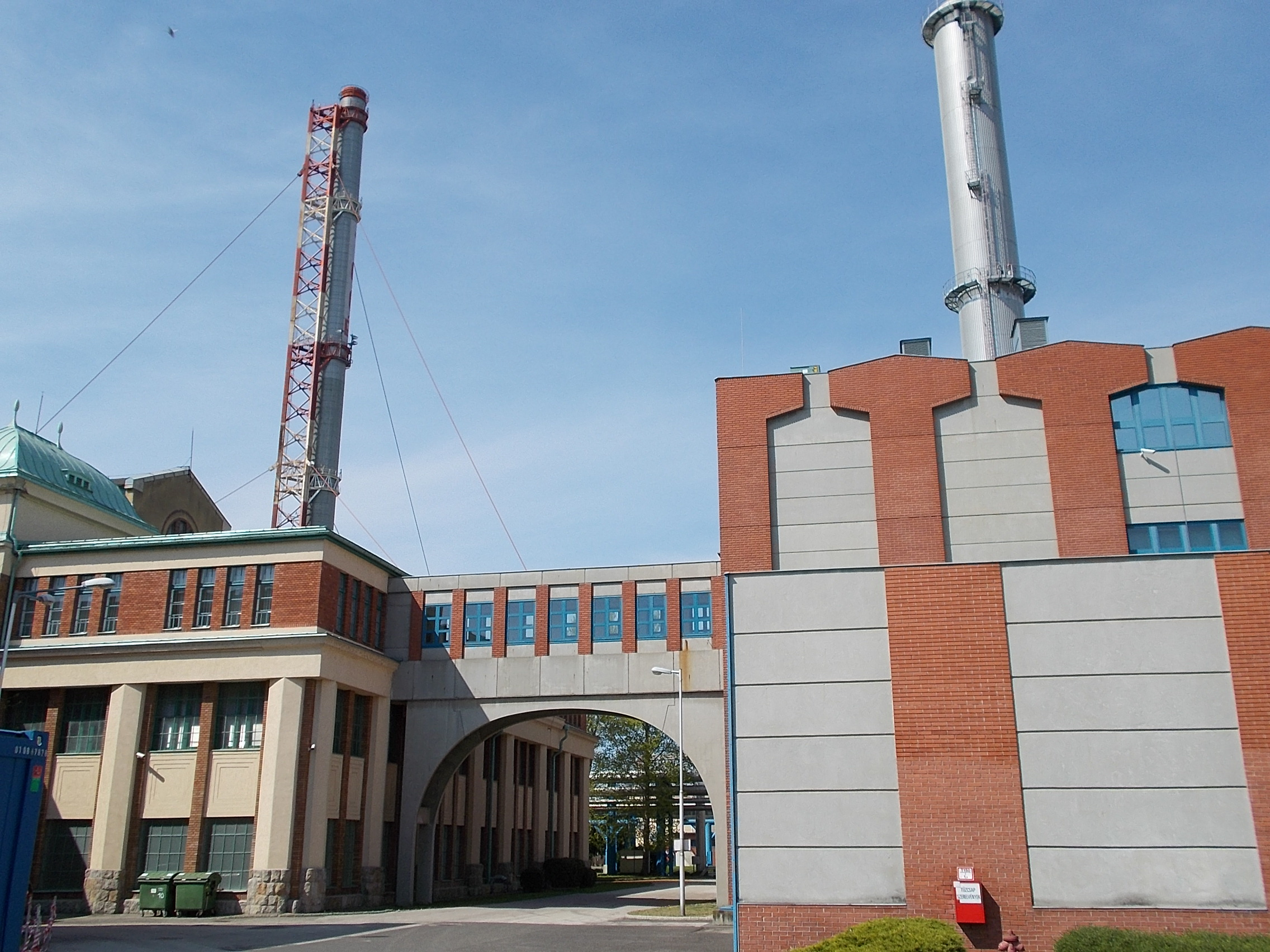
A jobb oldalon az 1994-1995 között felépült új blokk a Lágymányosi-öböl (Vízpart utca) felől
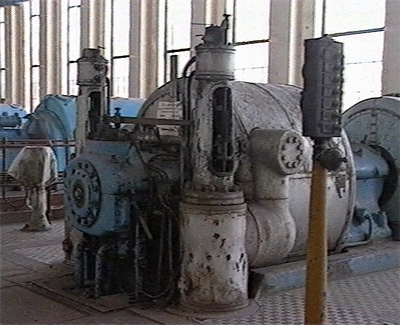
1926-os gyártású Zoelly-féle turbina egy része. 2002-ben még látható volt a Kelenföldi Hőerőműben (üzemen kívül)
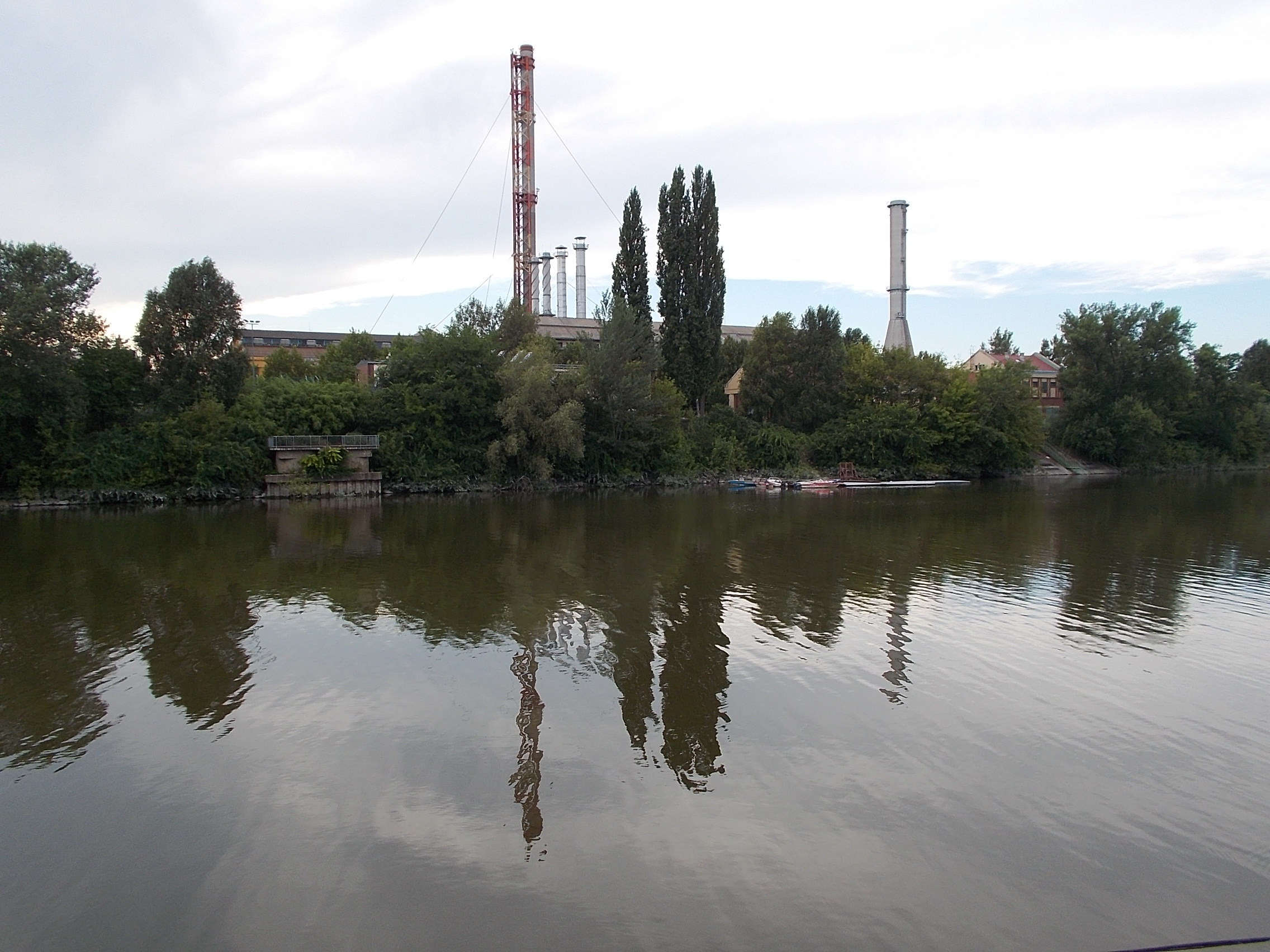
A Kelenföldi Erőmű a Kopaszi-gát felől
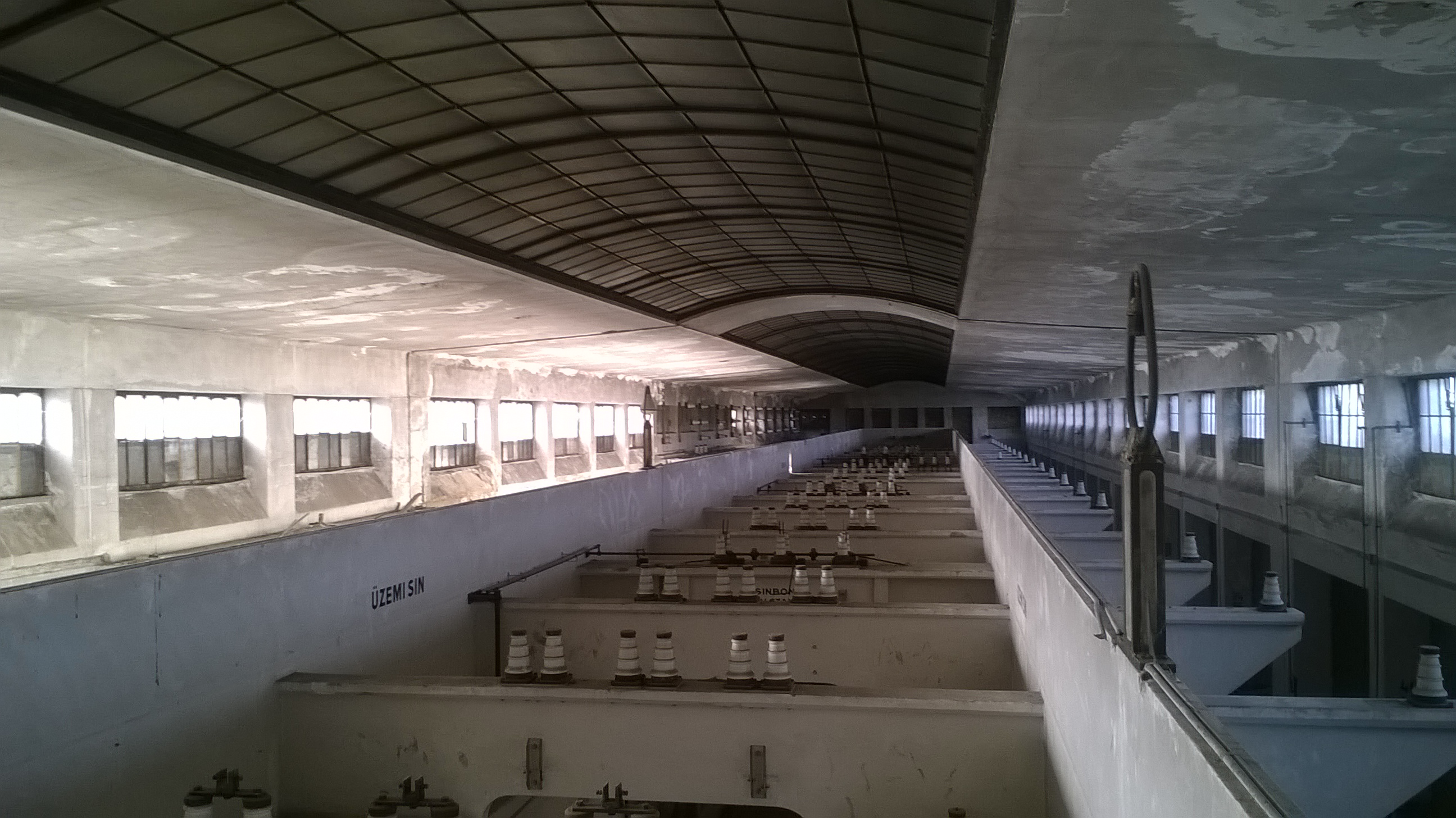
sínbontó
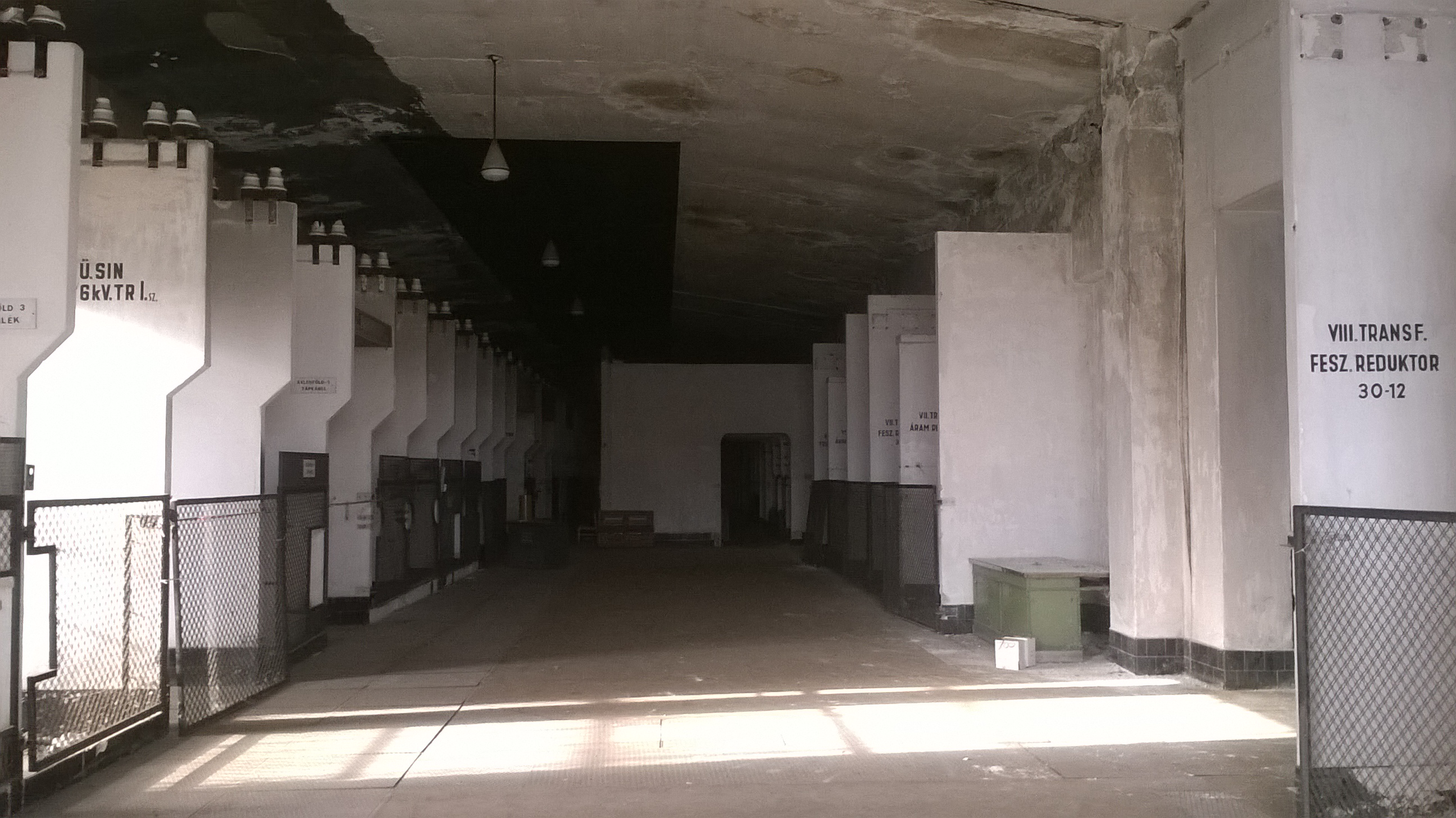
sínbontó